# Extremt högt och otroligt nära
Extremt högt och otroligt nära (engelska: Extremely Loud and Incredibly Close) är en roman från 2005 av New York-författaren Jonathan Safran Foer som kom ut översatt till svenska 2006. Den var en av de första romanerna som handskades med terroristattackerna den 11 september 2001.
Bokens huvudberättare är en nioårig pojke vid namn Oskar Schell som har en makalös fantasi; han kan ses som lillgammal eller som någon med Aspergers syndrom då hans sociala interaktion är något annorlunda. Två år innan berättelsen börjar förlorade Oskar sin far i 11/9-attentatet. I berättelsen upptäcker Oskar en nyckel i en blå vas som tillhörde hans far. Oskars sista uttalande i boken, efter att ha beskrivit vad som skulle ske om 11/9-dagen hade spelats upp baklänges, lyder: "Vi hade varit säkra."
Boken är ett exempel på en ny skola av kontemporär postmodernism som utmanar romanens tekniska begränsningar för att skapa ett mer intensivt verk. Foer använder flera olika text-grepp: tomma sidor, sidor fulla med siffror, flera tecken skrivna på varandra, med mera, allt för att ge boken ytterligare en visuell dimension bortom prosans berättande. Fotografierna som en av berättarna tar visar sig i boken som om de var inflikade i en dagbok. Vidare används bilder bland annat i det visuella trick, som till viss del gjorde boken känd: Lyle Owerko's bildserie över "Den Fallande Mannen", fast i Foers upplaga faller mannen, som hoppade från det brinnande World Trade Center, uppåt, om sidorna bläddras i tänkt ordning.
Huvudpersonen delar många stilistiska likheter (även förnamnet) med Oskar Matzerath från Günter Grass bok Blecktrumman, noterbart är att Foers Oskar bär runt på en tamburin istället för en blecktrumma.
Boken filmatiserades 2011 i regi av Stephen Daldry och hade premiär 2012